# Flaschenhals (Chemie)
Ein Flaschenhals ist in der Chemie, Biotechnologie und der Verfahrenstechnik die kapazitätslimitierende Stelle einer Prozesskette.
Produktionsanlagen in der Chemie und in der Biotechnologie bestehen meist aus einer Abfolge oder einem Netz von Einzelanlagen (Beispiele: Vorlagebehälter, Pumpe, Reaktionskessel, Wärmeaustauscher, Filter, Trockner, Abfüll- und Verpackungsanlage) zur Erzeugung einer Chemikalie. Die Produktionskapazität (kg·h−1) eines solchen Betriebes ist begrenzt  durch die vollständig ausgelastete maximale Kapazität einer Einzelanlage. Diese Einzelanlage ist der Flaschenhals (englisch Bottleneck) des gesamten Betriebs also die kapazitätslimitierende Einzelanlage der gesamten Produktionsanlage. Beseitigt man durch eine Investition diesen Flaschenhals, steigert durch einen Umbau oder Austausch also die Produktionskapazität der Einzelanlage, so steigt zugleich die Produktionskapazität des gesamten Betriebes. Anschließend ist oft eine andere Einzelanlage der Flaschenhals des Betriebes.
Für die Beseitigung eines Flaschenhalses in einer Produktionsanlage wird der englische Begriff debottlenecking verwendet.